# Coresthetida baloghi
Coresthetida baloghi är en skalbaggsart som beskrevs av Stefan von Breuning 1975. Coresthetida baloghi ingår i släktet Coresthetida och familjen långhorningar. Inga underarter finns listade i Catalogue of Life.